# 上里约多塞
上里约多塞是巴西米纳斯吉拉斯州的一个市镇。总面积518.982平方公里，总人口12657人，人口密度24.4人/平方公里。